# Prix Maison de la Presse
Le Prix Maison de la Presse, initialement créé en novembre 1970, sous le nom prix des Maisons de la presse, par le Syndicat national des dépositaires de presse (SNDP) et Gabriel Cantin, est un prix littéraire français qui, depuis 2005, est géré par le réseau Maison de la Presse, groupe NAP.
Le Prix Maison de la presse distingue une publication d’un auteur de langue française pour « son importante diffusion ». Ces documents peuvent appartenir indifféremment à la catégorie « roman » ou « document ». Ils sont signés d’un auteur de langue française.

## Jury
Composition du jury : vingt professionnels de la distribution, dont douze libraires propriétaires de points de vente de l'enseigne Maison de la presse et d'un président du jury. Sa composition change chaque année.
Les présidents du jury ont été successivement :
- Franz-Olivier Giesbert en 2007 ;
- Christophe Barbier (directeur de la rédaction de L'Express) en 2008 ;
- Valérie Toranian (directrice de la rédaction de Elle) en 2009 ;
- Jean d'Ormesson en 2010 ;
- François Busnel en 2011 ;
- Patrick Poivre d'Arvor en 2012 ;
- Jean-Louis Servan-Schreiber en 2013 ;
- Philippe Labro en 2014 ;
- Katherine Pancol (lauréate 2006) en 2015 ;
- Grégoire Delacourt en 2016 ;
- Jean Teulé (lauréat 2008) en 2017 ;
- Michel Bussi (lauréat 2012) en 2018 ;
- Agnès Ledig (lauréate 2013) en 2019 ;
- Éric Fottorino en 2020 ;
- Adélaïde de Clermont-Tonnerre (lauréate 2010) en 2021 ;
- Stéphane Bern en 2022 ;
- Tatiana de Rosnay en 2023[1] ;
- Agnès Martin-Lugand en 2024[2];
- Franck Thilliez en 2025.

## Lauréats dans la catégorie roman
- 1970 : Jean Laborde, L'Héritage de violence, Flammarion
- 1971 : Luc Estang, La Fille à l'oursin, Seuil
- 1972 : Pierre Moustiers, L'Hiver d'un gentilhomme, Gallimard
- 1973 : René Barjavel, Le Grand Secret, Presses de la Cité
- 1974 : Michel Bataille, Les Jours meilleurs, éditions Julliard
- 1975 : Charles Exbrayat, Jules Matrat, Albin Michel
- 1976 : Guy Lagorce, Ne pleure pas, Grasset
- 1977 : Maurice Denuzière, Louisiane, éditions Jean-Claude Lattès
- 1978 : André Lacaze, Le Tunnel, Grasset
- 1979 : Jeanne Bourin, La Chambre des dames, éditions de la Table ronde
- 1980 : Nicole Ciravégna, Les Trois Jours du cavalier, Seuil
- 1981 : Marguerite Gurgand, Les Demoiselles de Beaumoreau, éditions Mazarine
- 1982 : Irène Frain, Le Nabab, Jean-Claude Lattès
- 1983 : Régine Deforges, La Bicyclette bleue, éditions Ramsay
- 1984 : Michel Déon, Je vous écris d'Italie, Gallimard
- 1985 : Patrick Meney, Niet !, Éditions Mazarine
- 1986 : André Le Gal, Le Shangaïé, JC Lattès
- 1987 : Loup Durand, Daddy, Presses Pocket
- 1988 : Amin Maalouf, Samarcande, JC Lattès
- 1989 : Christine Arnothy, Vent africain, Grasset
- 1990 : Patrick Cauvin, Rue des Bons-Enfants, Albin Michel
- 1991 : Catherine Hermary-Vieille, Un amour fou, Ed. Olivier Orban
- 1992 : Christian Jacq, L'Affaire Toutankhamon, Grasset
- 1993 : Josette Alia, Quand le soleil était chaud, Grasset
- 1994 : Michel Ragon, Le Roman de Rabelais, Albin Michel
- 1995 : Jean Raspail, L'Anneau du pêcheur, Albin Michel
- 1996 : Jean-Claude Libourel, Antonin Maillefer, Robert Laffont
- 1997 : Christian Signol, La Lumière des collines , Albin Michel
- 1998 : Bernard Clavel, Le Soleil des morts
- 1999 : Daniel Pennac, Aux fruits de la passion
- 2000 : Georges Coulonges, L'Été du grand bonheur
- 2001 : Frédéric H. Fajardie, Les Foulards rouges, JC Lattès
- 2002 : Paul Couturiau, Le Paravent de soie rouge, Presses de la Cité
- 2003 : Lorraine Fouchet, L'Agence, Robert Laffont
- 2004 : Frédéric Lenoir et Violette Cabesos, La Promesse de l'ange Albin Michel
- 2005 : Pierre Assouline, Lutetia, Gallimard
- 2006 : Katherine Pancol, Les Yeux jaunes des crocodiles, Albin Michel
- 2007 : Patrick Graham, L'Évangile selon Satan, Anne Carrière
- 2008 : Jean Teulé, Le Montespan, Éditions Julliard
- 2009 : Patrick Bauwen, Monster, Albin Michel
- 2010 : Adélaïde de Clermont-Tonnerre, Fourrure, Stock
- 2011 : Véronique Olmi, Cet été-là, Grasset
- 2012 : Michel Bussi, Un avion sans elle, Presses de la Cité
- 2013 : Agnès Ledig, Juste avant le bonheur, Albin Michel
- 2014 : François d'Épenoux, Le Réveil du cœur, Éditions Anne Carrière
- 2015 : Laurence Peyrin, La Drôle de Vie de Zelda Zonk, Éditions Kero-Éditions de l’épée
- 2016 : Marc Trévidic, Ahlam, JC Lattès
- 2017 : Philippe Besson, Arrête avec tes mensonges, Éditions Julliard
- 2018 : Valérie Perrin, Changer l'eau des fleurs, Albin Michel
- 2019 : Olivier Norek, Surface, Michel Lafon
- 2020 : Caroline Laurent (écrivaine), Rivage de la colère, Les Escales
- 2021 : Eric Fouassier, Le Bureau des affaires occultes, Albin Michel
- 2022 : Sophie de Baere, Les ailes collées, JC Lattès
- 2023 : Adèle Bréau pour L'Heure des femmes, JC Lattès[1]
- 2024 : Camille de Peretti pour L’inconnue du portrait, Calmann-Lévy[3]
- 2025 : Johana Gustawsson pour Les Morsures du silence, Calmann-Lévy

## Lauréats dans la catégorie document
- 1970 : Jean Pouget, Le Manifeste du camp n°1, Fayard
- 1971 : Brigitte Friang, Regarde-toi qui meurs, Robert Laffont
- 1972 : Robert Auboyneau et Jean Verdier, La gamelle dans le dos, Fayard
- 1973 : Georges Bortoli, Mort de Staline, Robert Laffont
- 1974 : Marie Chaix, Les Lauriers du lac de Constance, Seuil
- 1975 : Jacques Charon, Moi, un comédien, Albin Michel
- 1976 : J.F. Rolland, Le Grand Capitaine, Grasset
- 1977 : Patrick Segal, L'Homme qui marchait dans sa tête, Flammarion
- 1978 : Marcel Scipion, Le Clos du roi, Editions Seghers
- 1979 : Florence Trystram, Le Procès des étoiles, Editions Seghers
- 1980 : Philippe Lamour, Le Cadran solaire, Robert Laffont
- 1981 : Jacques Chancel, Tant qu'il y aura des îles, Hachette Littérature
- 1982 : Gisèle de Monfreid, Mes secrets de la Mer Rouge, Editions France-Empire
- 1984 : Jean-François Chaigneau, Dix chiens pour un rêve, Albin Michel
- 1985 : Eric Lipmann, L'Idole des années folles, Editions Balland
- 1990 : J.Massabki et F.Porel, La Mémoire des cèdres, Robert Laffont
- 1991 : Noëlle Loriot, Irène Joliot-Curie, Presses de la Renaissance
- 1992 : Gilbert Bordes, Porteur de destins, Editions Seghers
- 1993 : Jean-Paul Kauffmann, L'Arche des Kerguelen, Flammarion
- 1994 : Catherine Decours, La Dernière Favorite, Editions Perrin
- 1995 : Jean-François Deniau, Mémoires de sept vies, Editions Plon
- 1996 : Jean Lartéguy, Mourir pour Jérusalem, Editions de Fallois
- 1997 : Frédéric Mitterrand, Les Aigles foudroyés, Robert Laffont
- 1998 : Maurice Herzog, L'Autre Annapurna, Robert Laffont
- 1999 : Malika Oufkir et Michèle Fitoussi, La Prisonnière, Grasset
- 2000 : Georges Suffert, Tu es Pierre, Editions de Fallois
- 2001 : Dominique Lapierre, Il était minuit cinq à Bhopal, Robert Laffont
- 2002 : Simone Bertière, Marie-Antoinette l'insoumise, Editions de Fallois
- 2003 : Tavae Raioaoa, Si loin du monde, OH ! Editions, 2003
- 2004 : Françoise Rudetzki, Triple Peine, Editions Calmann-Levy
- 2005 : Didier Long, Défense à Dieu d'entrer, Denoël